# Fundación Mediterráneo
Fundación  Mediterráneo es una fundación heredera de la Caja de Ahorros del Mediterráneo (también conocida como Caja Mediterráneo o CAM), una de las tres cajas de ahorros de la Comunidad Valenciana existentes antes de la desaparición de Bancaja y de la propia CAM. Fue fundada en 1975, fruto de la integración en distintas etapas de 29 entidades financieras. 
El 22 de julio de 2011, la caja fue intervenida y nacionalizada por el Banco de España, que cesó a los administradores de la entidad para auditarla, recapitalizarla y abrir un proceso de subasta para su adjudicación.
El 7 de diciembre de 2011, se anunció la adjudicación de Banco CAM (heredero de los actividad financiera de Caja Mediterráneo (CAM)) a Banco Sabadell por el precio simbólico de un euro tras unas ayudas de 5.249 millones de euros del Fondo de Garantía de Depósitos (FGD) a través de ampliaciones de capital. En ese montante estaban incluidos los 2800 millones que se inyectaron a través del FROB y que el Fondo de Garantía de Depósitos (FGD) repuso al Estado. Junto a esta inyección de dinero, el fondo de garantía, que está financiado a través de aportaciones de las propias entidades financieras, concedió a la CAM un esquema de protección de activos. Esta medida supone que el FGD asuma el 80% de las pérdidas derivadas de "una cartera de activos predeterminada" durante los próximos 10 años. Esta cartera agrupará los créditos problemáticos vinculados al sector inmobiliario y los inmuebles canjeados a cambio de deuda impagada.
El 30 de mayo de 2012, la Comisión Europea aprobó la operación y el presidente de Banco Sabadell, Josep Oliu, anunció que el 8 de diciembre la CAM (refiriéndose al Banco CAM) dejaría oficialmente de existir al quedar plenamente integrada en Banco Sabadell.
El 1 de junio de 2012, se produjo el traspaso del 100% de las acciones de Banco CAM por parte del Fondo de Garantía de Depósitos (FGD) a Banco Sabadell. El 5 de diciembre de 2012, se produjo la fusión por absorción de Banco CAM por Banco Sabadell.

Logo de la Caja Mediterráneo y posteriormente de Banco CAM.

Por su parte, Caja Mediterráneo (CAM) quedó transformada automáticamente por mandato legal en fundación de carácter especial, con disolución de todos sus órganos de gobierno y baja en el registro especial de entidades de crédito del Banco de España. No fue hasta el 9 de abril de 2014 cuando se constituyó formalmente la Fundación Caja Mediterráneo, como fundación ordinaria.

## Historia

### 1975-1990 Fusión constante de cajas locales
La entidad adopta su actual nombre en 1988, hasta entonces se denominaba Caja de Ahorros de Alicante y Murcia. Posteriormente se han unido a ella la Caja General de Ahorros y Monte de Piedad de Torrent (1990) y la Caja de Ahorros Provincial de Alicante y Valencia (1992).
La Caja de Ahorros de Alicante y Murcia se formó en 1975 por la fusión de:
- Monte de Piedad y Caja de Ahorros de Alcoy, fundada en 1875
- la Caja de Ahorros de Nuestra Señora de los Dolores, de Crevillente, en 1903
- la Caja de Ahorros de Novelda, fundada en 1903;
- la Caja de Ahorros de Nuestra Señora de Monserrate, de Orihuela, creada en 1906 con el nombre de Caja de Ahorros y Socorros y Monte de Piedad de Nuestra Señora de Monserrate, después de estar funcionando desde 1904 como una oficina dependiente de la institución crevillentina anteriormente citada;
- y la Caja de Ahorros del Sureste de España, en 1940.
- Posteriormente, en 1976, se integró la Caja de Ahorros de Alhama de Murcia, que había sido fundada en 1902.

A su vez, la citada Caja de Ahorros del Sureste de España fue creada en 1940 por Antonio Ramos Carratalá, como resultado de la fusión de las Cajas de Ahorros y Montes de Piedad de:
- Alicante, fundada en 1877 por Eleuterio Maisonnave;
- Murcia, en 1924;
- Cartagena, en 1921;
- Elche, en 1886;
- Jumilla, en 1893;
- y Yecla, en 1902;
- más otra caja de ahorros que en Yecla tenía el Sindicato Católico Agrario, fundada en 1921, a las que se incorporó la Caja Rural de Crédito y Ahorro de Caudete, fundada en 1919.

La Caja General de Ahorros y Monte de Piedad de Torrent (Caixa Torrent) fue fundada en la ciudad de Torrente (Huerta Sur, Valencia) en 1906 como Caja Rural del Círculo Católico Obrero de San José de Torrente.
La Caja de Ahorros Provincial de Alicante y Valencia fue el resultado de la fusión, en 1991, de la Caja de Ahorros Provincial de Alicante (1954) y la Caja de Ahorros Provincial de Valencia (1982).
En 1997 se produjo la adquisición e integración de la filial en España del banco italiano Intesa Sanpaolo y en 1998, la del banco del inglés Abbey National Bank.

### 1999-2010 Presidencia de Vicente Sala
Vicente Sala Belló fue presidente de Caja Mediterráneo desde 1999 hasta junio de 2010, fecha en la que cumplió 70 años -límite de edad establecido por la Ley Valenciana de Cajas de Ahorro- y le sustituyó Ginés Pérez Ripoll como miembro del consejo.
Cargos de la CAM durante la presidencia de Vicente Sala
- Vicente Sala - Presidente de CAM.
- Juan Antonio Gisbert - Director general hasta 2001.
- Roberto López Abad - Director general desde enero de 2001 hasta noviembre de 2010.
- María Dolores Amorós Marco - directora general adjunta desde febrero de 2001.[13]
- Daniel Gil, director general de Inversiones Inmobiliarias.

El ex director general de Inversiones Inmobiliarias, Daniel Gil está imputado en el caso Brugal -caso ligado a los negocios inmobiliarios del empresario Enrique Ortiz-; también el expresidente Vicente Sala está acusado por la fiscalía.

### 2010-2011 Presidencia de Modesto Crespo
Modesto Crespo Martínez -empresario ilicitano de la automoción- fue elegido presidente en junio de 2009, hasta entonces había sido secretario del consejo. Crespo era la apuesta de Francisco Camps -entonces Presidente de la Generalidad Valenciana- para la presidencia ya que controlaba el consejo de administración. Junto con Crespo, José Forner Verdú fue nombrado secretario del consejo de administración, José García Gómez presidente de la Comisión de Inversiones y Ginés Pérez miembro del consejo. 

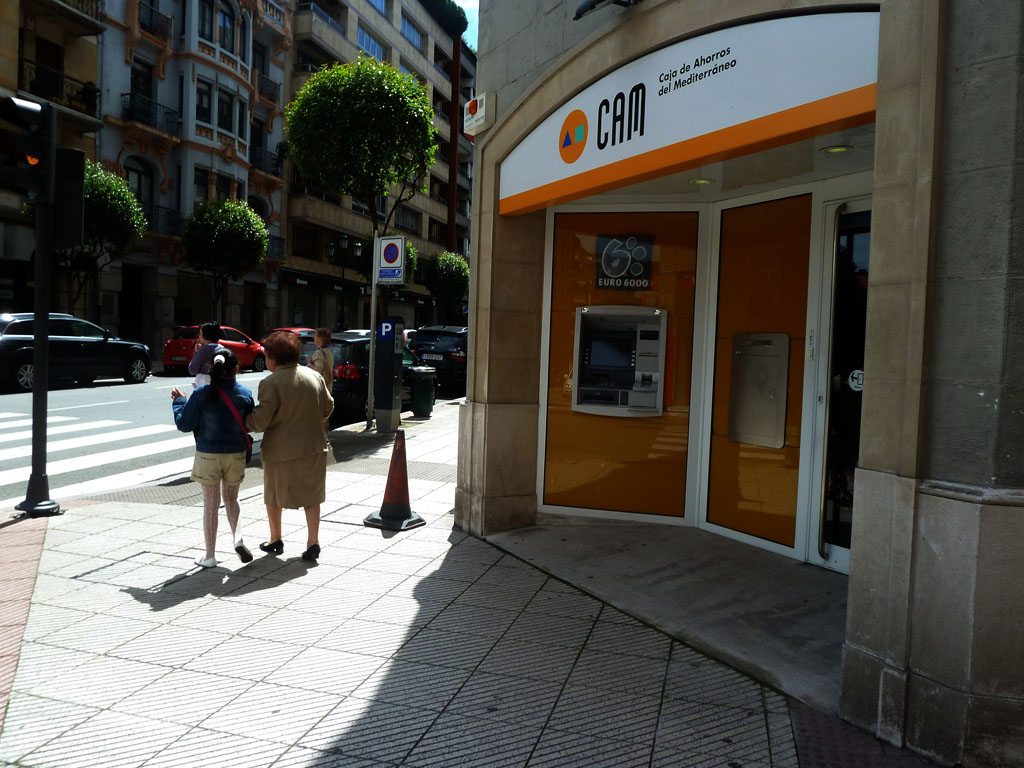
Oficina de la Caja de Ahorros del Mediterráneo

Cuando la caja de ahorros se transformó en banco el consejo de administración quiso destituir a los antiguos miembros del consejo para ocupar los nuevos puesto de Banco CAM. Pretendían cesar a su presidente Modesto Crespo, al director general Roberto López Abad, a la directora general María Dolores Amorós, al consejero Ginés Pérez -amigo de Crespo- y al letrado de CAM, Juan Martínez Abarca, argumentando su desastrosa gestión que había llevado a la Caja a la práctica insolvencia. La continuidad de Roberto López Abad era para algunos indignante, estaba prejubilado pero seguía en su puesto. La revuelta de los cargos no se llevó a cabo, el delegado provincial del Banco de España entregó las cartas de cese -donde se les exigía la renuncia inmediata- que firmaron el 22 de julio de 2011. En sus palabras de despedida Modesto Crespo nombró a su mentor -Francisco Camps- a quien defendió como una persona honesta y honrada. Dos días antes, el 20 de julio de 2011, Francisco Camps presentó su dimisión como Presidente de la Generalidad Valenciana al estar imputado desde 2009 en la causa de los Trajes, dentro del Caso Gürtel.
Cargos de la CAM durante la presidencia de Modesto Crespo
- Modesto Crespo - Presidente de CAM.
- Roberto López Abad - Director general desde enero de 2001 - tras la salida forzosa de su antecesor -Juan Antonio Gisbert- hasta noviembre de 2010.
- María Dolores Amorós Marco - directora general desde noviembre de 2010, en sustitución de López Abad, había sido directora general adjunta desde febrero de 2001.[13]

#### Intento fallido de Banco Base
El 24 de mayo de 2010, Caja Mediterráneo llegó a un acuerdo con Cajastur, Caja de Extremadura y Caja Cantabria, para la creación de un Sistema Institucional de Protección (SIP), conocido en el sector como fusión fría. La dirección de la CAM descartaba así la fusión con Caja Madrid, que era la opción preferida por el Banco de España, o con Bancaja, la otra gran caja de ahorros de la Comunidad Valenciana, que se había mostrado inviable.
Caja Mediterráneo (CAM) tendría, junto con Cajastur, el mayor peso de la institución con un 40%, cada una. Mientras, Caja de Extremadura tendrá un 11% y Caja Cantabria, un 9%.
En julio de 2010, el Consejo de Administración de Caja Mediterráneo aprobó su integración en dicho SIP, alianza que crearía de la quinta entidad financiera española y la tercera agrupación de cajas. La integración suponía la constitución de una entidad de crédito central cabecera del grupo y el compromiso mutuo de solvencia entre los integrantes del mismo. El nuevo SIP quedó constituido el 28 de diciembre de 2010 con el nombre provisional de Banco Base.
El 30 de marzo de 2011, las asambleas de las otras tres cajas votaron en contra de la integración, dado que el contrato de integración incluía una cláusula suspensiva que lo permitía. Para cumplir los requisitos marcados por el Real Decreto 2/2011, que marca un mínimo del 10% de capital principal a las cajas de ahorro, Caja Mediterráneo presentó al Banco de España su plan de recapitalización en el que se solicitaba la aportación de un máximo de 2800 millones de euros del Fondo de Reestructuración Ordenada Bancaria (FROB). El Plan fue aceptado por la institución reguladora dada la viabilidad de la entidad.
Tras la ruptura del proyecto Banco Base, Caja Mediterráneo (CAM) adquirió las participaciones de Banco Base a las otras tres cajas. El 8 de abril de 2011, el Consejo de Administración ratificó la adquisición de la totalidad del capital social de Banco Base por parte de Caja Mediterráneo (CAM), una vez disuelto el contrato de integración con Cajastur, Caja Extremadura y Caja Cantabria, Asimismo, aprobó de forma unánime el cambio de denominación de Banco Base a Banco CAM, el cual tendría su sede social en Alicante.
El 12 de mayo de 2011, Caja Mediterráneo (CAM) adquirió el 60% del capital social de Banco Base propiedad de las otras cajas de ahorros que integraban el SIP y pasó a ser el accionista único del banco. El 21 de junio de 2011, se produjo el cambio de denominación social de Banco Base a Banco CAM y el 22 de julio se produjo la segregación del negocio financiero de Caja Mediterráneo (CAM) en Banco CAM.

### 2011 Intervención y nacionalización
Desde su intervención el 22 de julio de 2011, la administración correspondió al Banco de España. El FROB envió a José Antonio Iturriaga y Tomás González Peña como administradores -fueron quieren acudieron al rescate de CajaSur-; también fue como interventor el auditor Benicio Herranz.
Los resultados de las pruebas de solvencia, los test de estrés, a los que se sometió la banca europea sacaron a la luz que Caja Maditerráneo tenía unas pérdidas sin declarar en su balance por valor de 4.587 millones de euros.
Caja Mediterráneo arrastraba problemas financieros ocasionados por inversiones importantes en Terra Mítica -proyecto del Gobierno valenciano entonces presidido por Eduardo Zaplana, cuya presidencia duró desde 1995 hasta 2002-, por la compra de deuda de la propia Generalidad y la concesión de créditos en grandes proyectos inmobiliarios. En la Presidencia de la Generalidad Valenciana le siguió José Luis Olivas (2002-2003) y Francisco Camps (2003-2011), todos ellos del Partido Popular. Anteriormente, desde el año 1982 a 1995 fue presidente el socialista Joan Lerma.
En el momento de la nacionalización la CAM manejaba activos por valor de unos 70.000 millones de euros con una red de 1000 oficinas.
El Banco de España encargó el 28 de julio de 2011 una auditoría de urgencia con el objeto de poder subastar cuanto antes la Caja intervenida.

### 2011-2012 Integración de Banco CAM en Banco Sabadell
El 7 de diciembre de 2011, se anunció la adjudicación de Banco CAM (heredero de la actividad financiera de Caja Mediterráneo (CAM)) a Banco Sabadell por el precio simbólico de un euro tras unas ayudas de 5.249 millones de euros del Fondo de Garantía de Depósitos (FGD) a través de ampliaciones de capital. En ese montante estaban incluidos los 2800 millones que se inyectaron a través del FROB y que el Fondo de Garantía de Depósitos (FGD) repuso al Estado. Junto a esta inyección de dinero, el fondo de garantía, que está financiado a través de aportaciones de las propias entidades financieras, concedió a la CAM un esquema de protección de activos. Esta medida supone que el FGD asuma el 80% de las pérdidas derivadas de "una cartera de activos predeterminada" durante los próximos 10 años. Esta cartera agrupará los créditos problemáticos vinculados al sector inmobiliario y los inmuebles canjeados a cambio de deuda impagada.
El 30 de mayo de 2012, la Comisión Europea aprobó la operación de compra de Banco CAM por Banco Sabadell (y el presidente de Banco Sabadell, Josep Oliu, anunció que el próximo 8 de diciembre la CAM (refiriéndose al Banco CAM) dejaría oficialmente de existir al quedar plenamente integrada en Banco Sabadell. El director general, Miguel Montes, explicó en Valencia que el banco pretendía cerrar unas 400 oficinas, la mayoría de ellas de fuera de la Comunidad Valenciana y de Murcia y también las que se abrieron en Florida y en México, durante los años del "boom del ladrillo". También anunció que se reduciría la plantilla en unos 2.000 empleados mediante bajas incentivadas y jubilaciones.
El 1 de junio de 2012, se produjo el traspaso del 100% de las acciones de Banco CAM por parte del Fondo de Garantía de Depósitos (FGD) a Banco Sabadell. El 5 de diciembre de 2012, se produjo la fusión por absorción de Banco CAM por Banco Sabadell.
Las sucursales de Banco CAM pasaron a denominarse SabadellCAM en la Comunidad Valenciana y Murcia, mientras que las que tenía la entidad alicantina fuera de estas comunidades pasaron a integrarse bajo la denominación genérica del grupo Sabadell.

### 2012-actualidad Transformación en fundación
En diciembre de 2012, Caja Mediterráneo (CAM) quedó transformada automáticamente por mandato legal en fundación de carácter especial, con disolución de todos sus órganos de gobierno y baja en el registro especial de entidades de crédito del Banco de España.
Ello se debió a la Ley 9/2012, de 14 de noviembre, de reestructuración y resolución de entidades de crédito, que regula la transformación automática en fundación especial de las cajas de ahorro que no hayan acordado su cambio en el plazo de cinco meses desde que se produjera el hecho determinante de su disolución.
En este sentido, dado que CAM se encontraba en causa legal de transformación desde el 15 de diciembre de 2011, cuando dejó de ostentar participación alguna en la entidad Banco CAM, a la que había segregado su negocio financiero, y al haber transcurrido el citado plazo, por efecto de la citada disposición la antigua caja alicantina quedó transformada "automáticamente" por mandato legal.
A partir de este momento, el Protectorado correspondiente debía nombrar una comisión gestora de la fundación especial a los efectos de aprobar los Estatutos, nombrar al patronato, fijar el régimen que corresponda para la amortización inmediata de las cuotas participativas y adoptar cuantos actos o acuerdos sean necesarios para materializar la transformación.
En febrero de 2013, la Generalidad Valenciana nombró a los responsables de gestionar los auditorios, museos o colecciones que tenía la antigua Caja del Mediterráneo y que Banco Sabadell no asumió; es decir los restos de la antigua Obra Social de la CAM.
Tres meses después de su nombramiento oficial, se constituyó esa gestora, la cual debía redactar unos estatutos para la fundación y proponer su puesta en marcha definitiva. Sin embargo, el gran problema de esta institución era dar una solución final a las cuotas participativas. Estas acciones sin derechos políticos que emitió la antigua caja se quedaron sin valor con la crisis de la entidad, pero no se llegaron a liquidar por el coste social que conllevaba.
El 9 de abril de 2014, se constituyó formalmente la Fundación Caja Mediterráneo. En la actualidad, denominada Fundación Mediterráneo.
En abril de 2018, se presentó un nuevo plan estratégico que contempla, entre otras medidas, la posibilidad de un ahorro de costes de personal y de una nueva marca corporativa.

## Actividad
La actividad de la CAM se centraba principalmente en la banca minorista a particulares y pyme, aunque también cubría otras áreas en el ámbito de los seguros, la gestión de fondos de inversión y fondos de pensiones, la gestión de patrimonios y la banca personal. Además, a partir de 2007 también tenía su propia participación en el sector inmobiliario a través de Mediterranean Archivado el 12 de noviembre de 2012 en Wayback Machine., la comercializadora de inmuebles propiedad de CAM.
En cuanto a la obra social, desarrollaba un amplio programa de actividades en cuatro líneas básicas de actuación, “Solidaridad y Desarrollo Social”, “Medio Ambiente y Sostenibilidad”, “Culturas: Arte y Pensamiento” e “Innovación y Desarrollo Tecnológico y Empresarial”. Además, desde 2008 llevaba a cabo CAMON, un laboratorio de nuevas tecnologías en favor de una cultura digital libre, accesible y participativa.
En 2011, prestaba sus servicios en toda España mediante una red de más de 1.100 oficinas y 7.600 profesionales que atendían a 3.300.000 clientes. Adicionalmente, reforzó su presencia en el extranjero con oficinas de representación en Suiza, China, Polonia, Reino Unido, Marruecos, México, Cuba, República Dominicana y una oficina operativa en Miami.

## Causas judiciales y escándalos
El 28 de septiembre de 2011, el Banco de España despidió disciplinariamente a María Dolores Amorós, directora general de CAM, por lo que no tendría derecho a indemnización ni a la renta vitalicia anual de 370.000 euros que la exdirectora demandaba. Roberto López Abad, ex director general de la CAM y otros altos ejecutivos (Joaquín Meseguer -Ex director general de Participaciones; Vicente Soriano -Exdirector de Recursos Humanos; Agustín Llorca - Ex director general adjunto); Gabriel Sagristá - Exdirector de la zona norte de la CAM en la provincia de Alicante; Aniceto Benito - Exconsejero de la CAM) se autoconcedieron prejubilaciones por un valor total de 12,8 millones de euros.

### Caso CAM
En junio de 2012, el juez de la Audiencia Nacional Javier Gómez Bermúdez citó a declarar en calidad de imputados a cinco antiguos directivos por presuntos delitos societarios, estafa y manipulación del precio de las cosas.
En abril de 2015, Javier Gómez Bermúdez imputó a la excúpula de la entidad por apropiarse de 47 millones de euros.
En diciembre de 2015, la Audiencia Nacional decidió absolver a los exdirectivos de la antigua caja Roberto López Abad y Juan Ramón Avilés de los delitos de apropiación indebida y administración desleal.
En febrero de 2016, la Audiencia Nacional acordó la acumulación en una sola causa de las irregularidades en la gestión de la entidad y la venta de cuotas participativas.
En octubre de 2017, la Audiencia Nacional condenó a cuatro exdirectivos de la extinta caja por delito societario continuado de falsedad contable y delito de falsedad en la información a los inversores, por realizar conductas "tendentes a distorsionar las cuentas y balances de la entidad". Los exdirectores generales de la entidad financiera, Roberto López Abad y María Dolores Amorós, resultaron condenados a tres años de prisión por el delito societario continuado de falsedad contable. El ex director general de Planificación y Control Teófilo Sogorb fue condenado a cuatro años de cárcel por delito societario continuado de falsedad contable (3 años) y delito de falsedad en la información a los inversores (1 año). Respecto al ex director general de Inversiones y Riesgos Francisco José Martínez García, la Sala le impuso dos años, nueve meses y un día por el delito societario continuado de falsedad contable. Fueron absueltos los otros cuatro acusados, Modesto Crespo, Vicente Soriano, Juan Luis Sabater y Salvador Ochoa.

### Negocios inmobiliarios en España
En 2015, se comenzaron a investigar 11 proyectos inmobiliarios en Cataluña, Comunidad Valenciana, Murcia y Andalucía, que supusieron para la entidad una inversión de 594,2 millones y que generaron pérdidas por importe de 467 millones.
En marzo de 2018, la jueza de la Audiencia Nacional Carmen Lamela decretó el archivo de la causa que investigaba la participación de la Caja de Ahorros del Mediterráneo (CAM) en 11 sociedades inmobiliarias, lo que habría generado a la entidad unas pérdidas de 467 millones, tras estimar la petición de la Fiscalía, que consideraba prescrita una posible administración desleal por parte de los investigados.
En abril de 2018, la sección cuarta de la sala de lo Penal de la Audiencia Nacional ordenó reabrir la causa.

### Negocios inmobiliarios en el Caribe
En octubre de 2011, se descubrió un agujero de las inversiones inmobiliarias turísticas de la entidad en México, el cual se estimó en unos 4.000 millones de euros según el Banco de España.
En noviembre de 2013, la Guardia Civil arrestó a la cúpula de la antigua caja por operaciones opacas en el Caribe. El resultado fue de nueve detenidos y once imputados por fraude fiscal.
En diciembre de 2017, la jueza de la Audiencia Nacional Carmen Lamela archivó provisionalmente la causa.
En abril de 2018, la sección tercera de la Audiencia Nacional ordenó la reapertura de la causa, concluyendo que las operaciones de la caja con los empresarios Ferri y Baldó causaron un daño de 28 millones a la entidad y al Fondo de Garantía de Depósitos (FGD).
En junio de 2019 dos empresarios de Benidorm acusados alcanzaron un acuerdo con el Fondo de Garantía de Depósitos (FGD) y la Agencia Tributaria consistente en la devolución del dinero. El resto de acusados, el ex director general de CAM y el exdirector de empresas, son juzgados en 2019 en la sección primera de la sala de lo Penal de la Audiencia Nacional.

### Financiación de Hansa
A petición del Fondo de Garantía de Depósitos (FGD), desde 2015 se investigan algunos aspectos de la financiación de la inmobiliaria Hansa. En marzo de 2019 el Juzgado Central de Instrucción número 3 de la Audiencia Nacional abrió juicio oral.

### Dietas
En octubre de 2014, 19 exconsejeros fueron imputados por las dietas del expresidente Modesto Crespo. Se sentarán en el banquillo de los acusados de la Audiencia Provincial de Alicante en mayo de 2018. En noviembre de 2018 la Sección Décima de la Audiencia Provincial de Alicante condenó al expresidente Modesto Crespo, al ex director general Roberto López Abad y a tres miembros de la comisión de retribuciones.

### Preferentes
En 2012, la Comisión Nacional del Mercado de Valores (CNMV) abrió un expediente por las preferentes de la CAM que quedó paralizado mientras permaneciera abierta la causa penal en la Audiencia Nacional por la "pieza de las preferentes". En enero de 2018, el Juzgado Central de Instrucción número 3 dictó auto de apertura de juicio oral. En julio de 2018, el caso fue archivado después de que se retirasen las acusaciones particulares.

### Cuotas participativas
Se trata de unas acciones sin derechos políticos que emitió la antigua caja en 2008 y que al intervenir el Banco de España la entidad en julio de 2011, quedaron suspendidas atrapando a miles de pequeños inversores.
En marzo de 2014, la Comisión Nacional del Mercado de Valores (CNMV) requirió a la gestora de la Fundación CAM que presentara un plan para dar valor a las cuotas y que volvieran a cotizar o que quedaran definitivamente excluidas si su valor es cero. La Generalidad Valenciana, responsable de echar a andar la Fundación CAM, afirmó que "en el plazo de un mes, o dos como máximo, se constituiría la Fundación y se daría una salida definitiva a las cuotas". Existía una fuerte presión de algunas instituciones y sobre todo de los afectados, para que se ofreciera un valor residual a las cuotas con cargo al patrimonio de la Fundación CAM. Algunos miembros de la gestora consideraban que no se debería pagar con el patrimonio de la CAM "porque la única función que tiene el dinero que queda es hacer frente a la obra social".
El 31 de marzo de 2014, la comisión gestora de la Fundación CAM comunicó a la CNMV la decisión de amortizar con un valor de cero euros las cuotas participativas (estaban virtualmente amortizadas desde julio de 2012) y su exclusión de negociación en la bolsa. A los inversores que aún tuvieran los títulos les quedó la vía judicial para reclamar.
En febrero de 2016, la Audiencia Nacional acordó la acumulación en una sola causa de las irregularidades en la gestión de la entidad y la venta de cuotas participativas.
En marzo de 2016, la jueza de la Audiencia Nacional, Carmen Lamela, archivó la pieza abierta por la comercialización de las cuotas participativas al no apreciar delito alguno en su proceso de comercialización. Sin embargo, en octubre de 2016, la Audiencia Nacional reabrió la investigación que la titular del Juzgado Central de Instrucción 3 del mismo órgano, Carmen Lamela, había tumbado hasta en dos ocasiones.
En julio de 2017, el Tribunal Supremo determinó que Banco Sabadell y Fundación Caja Mediterráneo deberán reintegrar las inversiones realizadas por los clientes minoristas que adquirieron cuotas participativas, después de que dicho tribunal declarara su responsabilidad.
En octubre de 2017, la Audiencia Nacional consideró que no había quedado acreditado que algún concreto inversor hubiera adquirido, entre el 1 de marzo y el 22 de julio de 2011, cuotas participativas de la CAM fiándose de la supuesta e irreal situación económica normalizada de la entidad emisora de esos valores cotizables.
En febrero de 2018, la jueza de la Audiencia Nacional Carmen Lamela rechazó reabrir la pieza separada sobre las cuotas participativas, abogando porque sean los juzgados del lugar donde se suscribieron las cuotas aquellos a los que se dirijan las reclamaciones.
La cotización de las cuotas participativas está suspendida desde diciembre de 2011, y desde entonces la Ley del Mercado de Valores continúa siendo de aplicación.